# (8582) Kazuhisa
(8582) Kazuhisa – planetoida z pasa głównego asteroid okrążająca Słońce w ciągu 5 lat i 193 dni w średniej odległości 3,13 au. Została odkryta 2 stycznia 1997 roku w obserwatorium astronomicznym w Ōizumi przez Takao Kobayashiego. Nazwa planetoidy pochodzi od Kazuhisy Mishimy (ur. 1970), kuratora astronomii w Kurashiki Science Center, pracującego również w planetarium. Przed nadaniem nazwy planetoida nosiła oznaczenie tymczasowe (8582) 1997 AY.